# Les Sept Voleurs
Pour plus de détails, voir Fiche technique et Distribution.
Les Sept Voleurs (Seven Thieves) est un film américain d'Henry Hathaway, sorti en 1960.

## Synopsis
Le vieux Professeur Theo Wilkins sort de prison, ayant préparé « scientifiquement » un énorme coup : dévaliser le coffre du casino de Monte-Carlo. Il a déjà réuni autour de lui quatre spécialistes dans des domaines différents (ouverture du coffre, automobile, acteur, femme fatale) et un complice dans l'établissement. Il convint Paul Mason de coordonner et de diriger l'opération.
Le coup se déroule bien, malgré certains imprévus que les bandits parviendront à gérer. Mais, pendant le trajet du retour, Theo Wilkins meurt d'un malaise cardiaque. Au moment de partager le butin, les truands se rendent compte que les billets sont inutilisables.
Après une dispute au sein du groupe et ne trouvant aucune solution viable, Paul et Mélanie décident de rendre les billets au casino de façon anonyme. Ils profitent de leur visite dans les lieux pour jouer, et ont beaucoup de chance...

## Fiche technique
- Titre original : Seven Thieves
- Titre français : Les Sept Voleurs
- Réalisation : Henry Hathaway
- Scénario : Sydney Boehm, d'après le roman The Lions at the Kill de Max Catto
- Direction artistique : Lyle R. Wheeler, John De Cuir
- Décors : Walter M. Scott, Stuart A. Reiss
- Costumes : Bill Thomas
- Photographie : Sam Leavitt
- Son : Charles Peck, Harry M. Leonard (en)
- Montage : Dorothy Spencer
- Musique : Dominic Frontiere
- Production : Sydney Boehm
- Société de production : Twentieth Century-Fox Film Corporation
- Société de distribution : Twentieth Century-Fox Film Corporation
- Pays de production :  États-Unis
- Langue originale : anglais
- Format : noir et blanc — 35 mm — 2,35:1 (CinemaScope) — son Westrex Recording System
- Genre : Comédie dramatique et thriller
- Durée : 102 minutes
- Date de sortie :
  - États-Unis : 12 mars 1960
- Affiche : Boris Grinsson (France)

## Distribution
- Edward G. Robinson : le professeur Theo Wilkins
- Rod Steiger : Paul Mason
- Joan Collins : Melanie
- Eli Wallach : Pancho
- Alexander Scourby : Raymond Le May
- Michael Dante : Louis Antonizzi
- Berry Kroeger : Hugo Baumer
- Sebastian Cabot : le directeur du casino de Monte Carlo
- Marcel Hillaire : le duc de Salins
- John Berardino (en) : l'inspecteur en chef
- Eugene Borden : l'inspecteur des douanes

Acteurs non crédités
- Jean Del Val : le croupier à la roulette
- Louis Mercier : l'employé du casino